# Ошейниковый прыгун
Оше́йниковый прыгу́н, или воротничко́вый прыгун (лат. Cheracebus torquatus), — вид приматов из семейства саковых.

## Классификация
Изначально был описан в составе рода Callicebus, в котором до конца 1980-х годов было всего три вида, затем число видов поднялось до тринадцати, среди которых был и Callicebus torquatus с четырьмя подвидами. В 2001 году подвид C. t. medemi был поднят до ранга вида Callicebus medemi, а через год остальные подвиды были выделены в отдельные виды. В 2016 году после проведённых молекулярных исследований данный вид и несколько родственных ему были выделены в отдельный род Cheracebus.

## Описание
Небольшие приматы. Вес самцов от 1410 до 1722 г (в среднем 1462), длина тела от 290 до 390 мм, длина хвоста от 350 мм до 400 мм. Морда практически безволосая. Половой диморфизм не выражен, хотя клыки самцов немного длиннее, чем у самок. Шерсть красно-коричневая или чёрно-коричневая, хвост чёрный, с красноватыми волосками, ступни ног и кисти рук белые.

## Распространение
Встречаются в амазонских джунглях Колумбии на высоте до 500 м в Путумайо и, возможно, в Какета. Кроме того, в Бразилии до реки Риу-Негру.

## Поведение
В рационе в основном фрукты, кроме того, листья и мелкие животные, такие как насекомые и их личинки, пауки, мелкие ящерицы. Течный цикл около 16 дней. Во время периода половой рециптивности (который длится от 2 до 3 дней) клитор и половые губы набухают и твердеют, самки проявляют интерес к особям противоположного пола.

## Статус популяции
Международный союз охраны природы присвоил этому виду охранный статус «вызывает наименьшие опасения», однако в некоторых районах вид уязвим из-за разрушения среды обитания.